# Høkerloven
Høkerloven (egentlig  	Lov angående høkerhandel på landet) var en lov der trådte i kraft 1. januar 1857. Loven gjorde det tilladt for enhver at drive købmandshandel fra et fast udsalgssted på landet. De varer det var tilladt at sælge var landbrugsvarer, sæbe, kaffe, te, tobak mm. Høkerne måtte dog ikke sælge varerne i store mængder, og købstæderne blev beskyttet af et "læbælte" på en mil, hvor høkerhandel ikke var tilladt.